# Joe Stump

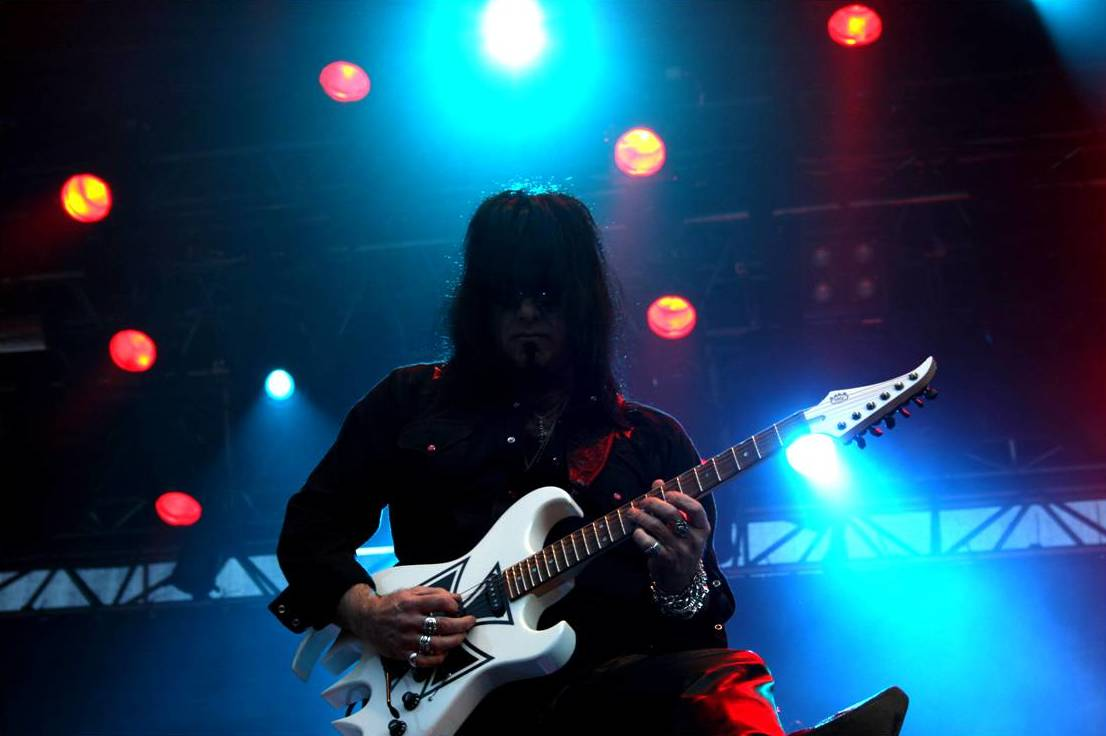
Joe Stump – Holyhell – 2009

Joe Stump (* 18. September 1960) ist ein US-amerikanischer Gitarrist und Komponist. Er spielt für die Band Exorcism, Raven Lord, HolyHell
und sein Solo-Projekt.
Stump spielt in der gleichen Art wie Yngwie Malmsteen und hat Alben mit seiner Band Reign of Terror, als auch mit einer früheren Band aus Boston namens Trash Broadway, sowie 2020 mit Alcatrazz und als Solo-Künstler veröffentlicht.

## Musikalische Einflüsse
Die musikalischen Einflüsse Stumps leiten sich vom Heavy Metal und Blues-Rock ab. Alben von Deep Purple, Gary Moore, Yngwie Malmsteen, Rainbow und Scorpions hatten auf ihn den größten Einfluss als Musiker.

## Raven Lord
Im September 2012 wurde bekannt, dass Joe Stump der multinationalen Heavy-Metal-Band Raven Lord beitreten würde.

## Diskographie

### Solo
- Guitar Dominance! (1993)
- Night of the Living Shred (1994)
- Supersonic Shred Machine (1996)
- Rapid Fire Rondo (1998)
- 2001: A Shred Odyssey (2001)
- Midwest Shredfest (2001)
- Dark Gifts – Rare and Unreleased Tracks (2001)
- Armed and Ready (2003)
- Speed Metal Messiah (2004)
- Guitar Master (2004)
- Virtuostic Vendetta (2009)
- Revenge of the Shredlord (2012)

### Mit Trash Broadway
- Trash Broadway (1989)

### Mit Reign of Terror
- Light in the Sky (1996)
- Second Coming (1999)
- Sacred Ground (2001)
- Conquer & Divide (2003)

### Mit Shooting Hemlock
- Clockwatcher (1997)

### Mit HolyHell
- Apocalypse (EP, 2007)
- HolyHell (2009)